# 21826 Youjiazhong
21826 Youjiazhong è un asteroide della fascia principale. Scoperto nel 1999, presenta un'orbita caratterizzata da un semiasse maggiore pari a 2,2596277 UA e da un'eccentricità di 0,1569400, inclinata di 1,77519° rispetto all'eclittica.